# Льодовий похід Балтійського флоту
Льодовий похід Балтійського флоту (рос. Ледовый поход Балтийского флота) — операція, яка перекинула кораблі Балтійського флоту Імператорського російського флоту з їхніх баз у Таллінні, на той час відомого як Реваль (рос. Ревель), і Гельсінкі в Кронштадт в 1918 році.

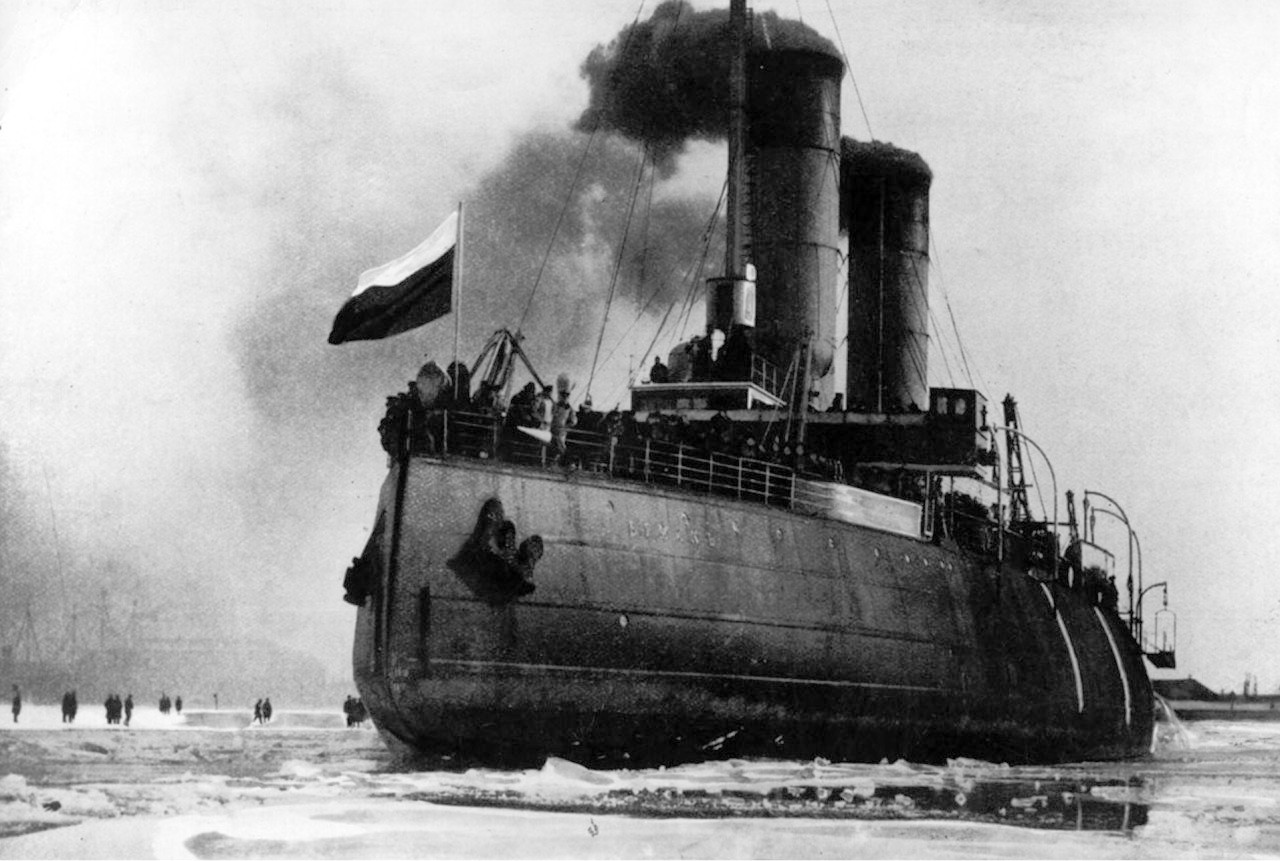
Єрмак, один з криголамів, які брали участь в операції.

## Операція
17 лютого 1918 року Володимир Ленін наказав кораблям Балтійського флоту залишити свої бази в Таллінні та відпливти до Гельсінкі. 19 лютого у зв'язку з новим наступом Німеччини Балтійський флот віддав наказ про подальшу передачу кораблів, що знаходилися в Гельсінкі, до Кронштадта. Того ж дня кораблі почали залишати Таллінн.  22 лютого почалася загальна евакуація, група з чотирьох кораблів на чолі з криголамом «Єрмак» вирушила до Гельсінкі.  24 лютого за ними послідував конвой транспортних кораблів у супроводі двох підводних човнів, трьох тральщиків і мінного загороджувача.
На момент вступу німецьких військ до Ревеля 25 лютого більшість російських кораблів уже вийшли звідти в супроводі криголамів «Єрмак»,«Тармо» і «Волинець».   Під керівництвом Олексія Щасного в ході операції вдалося евакуювати основну частину Балтійського флоту в Гельсінкі,куди до 5 березня прибули всі кораблі, за винятком підводного човна «Единорог»,розчавленого кригою.
12–13 квітня німецькі війська захопили Гельсінкі. Російські моряки затопили чотири підводні човни в гавані Ханко 3 квітня, якраз перед тим, як 10-тисячна німецька дивізія Балтійського моря висадилася на підтримку Білої гвардії. 335 т (330 англійських тонн)Підводні човни вантажопідйомністю  AG 11, AG 12, AG 15 і AG 16 — були виготовлені компанією Electric Boat Co. у Сполучених Штатах. Пізніше німецька армія повернула всі кораблі, захоплені в Гельсінкі згідно з умовами Брест-Литовського договору.
До 22 квітня всі евакуйовані кораблі прибули до Кронштадта або Петрограда.